# Piero Poli
Piero Poli (født 9. oktober 1960 i Cairo Montenotte) er en italiensk tidligere roer og olympisk guldvinder.
Poli roede primært dobbeltfirer gennem sin karriere, og han gjorde sig første gang bemærket internationalt, da han var med til at vinde sølv i denne båd ved VM for U/23 i 1981. Samme år og de to næste var han med som senior ved VM i den italienske dobbeltfirer, der var med i A-finalerne, men uden for medaljeplaceringerne. Det gjaldt og ved OL 1984, hvor Italien blev nummer fire. Mønsteret fortsatte i årene frem mod næste OL: Italienerne blev nummer fem, seks og seks ved VM.
Poli var fortsat med i dobbeltfireren  i OL 1988 i Seoul. Italienerne vandt deres indledende heat og deres semifinale, hvor de satte ny olympisk rekord med tiden 5.47,50 minutter, og i finalen sejrede de med et forspring på halvandet sekund til Norge, mens Østtyskland var yderligere lidt over et sekund bagud på tredjepladsen. Udover Tizzano bestod italienernes besætning af Piero Poli, Gianluca Farina og Agostino Abbagnale.

## OL-medaljer
- 1988:  Guld i dobbeltfirer